# Olga Yegorova
Olga Nikolayevna Yegorova  (Novocheboksarsk, 28 de março de 1972) é uma ex-atleta russa, campeã mundial dos 5 000 metros.
Em março de 2001 conquistou a medalha de ouro nos 3000 m do Campeonato Mundial de Pista Coberta de Lisboa. Disputando o circuito da IAAF Golden League, que viria a ganhar nesta prova naquele ano, ela foi alvo de protestos dos demais competidores por ter permissão de continuar competindo no circuito e a disputar o próximo Campeonato Mundial de Atletismo depois de testar positivo para EPO na etapa francesa. Apesar do teste positivo na amostra de urina, os técnicos franceses não fizeram um teste de amostra de sangue que deveria obrigatoriamente acompanhar o de urina e ela escapou da punição por uma questão técnica. Liberada para o Mundial de Edmonton 2001, no Canadá, ela conquistou a medalha de ouro nos 5 000 metros. Quatro anos depois ganharia uma de prata nos 1500 m em Helsinque 2005.
Yegorova foi um dos sete atletas russos envolvidos no escândalo de dopagem da Rússia descoberto na ocasião dos Jogos Olímpicos de 2008 em Pequim, através de manipulação de amostras de urina. Em setembro daquele ano todos foram suspensos do esporte por dois anos.